# ウォーム・ウェイズ
「ウォーム・ウェイズ」（Warm Ways）は、フリートウッド・マックが1975年に発表した楽曲。クリスティン・マクヴィーが作詞作曲しリード・ボーカルをつとめている。

## 概要
1975年7月11日発売のアルバム『ファンタスティック・マック』に収録された。同年11月7日、イギリスでシングル・カットされた。B面は同アルバム収録の「ブルー・レター」。「ブルー・レター」はアルバムのバージョンとはミックスが異なる。チャートには入らなかったが、クリスティン・マクヴィーの代表的な作品の一つである。アメリカではシングルカットはされなかった。
2018年1月発売の『ファンタスティック・マック』のエクスパンデッド・エディションまたはボックスセットに、アーリー・テイクが収録された。

## 演奏者
- クリスティン・マクヴィー - キーボード、リード・ボーカル
- リンジー・バッキンガム - ギター、バッキング・ボーカル
- スティーヴィー・ニックス - バッキング・ボーカル
- ジョン・マクヴィー - ベース
- ミック・フリートウッド - ドラムズ